# Измайлов, Иван Михайлович
Иван Михайлович Измайлов (1724—1787) — русский военный и государственный деятель из рода Измайловых. Брат московского генерал-губернатора М. М. Измайлова.
Начал службу в 1740 и продолжал её в кирасирских полках. Елизавета Петровна произвела его в секунд-майоры (25 октября 1756), в премьер-майоры (6 мая 1757) и в подполковники (7 июля 1760).
С воцарением Петра III произошло стремительное возвышение всех Измайловых. Иван Михайлович был произведён 2 апреля 1762 г. в генерал-майоры и назначен шефом Невского кирасирского полка. Во время июньского переворота не позволил своим подчинённым принять сторону Екатерины, за что был уволен со службы немедленно после её воцарения.
Впоследствии императрица снова разрешила ему поступить ему на службу секунд-майором конной гвардии. В 1768 г. Измайлов получил ордена св. Станислава и св. Анны. Произведён в генерал-поручики 21 апреля 1773 года.

С 28 июня 1782 г. на гражданской службе как сенатор в чине действительного тайного советника. 24 ноября того же года императрица возложила на него орден св. Александра. 

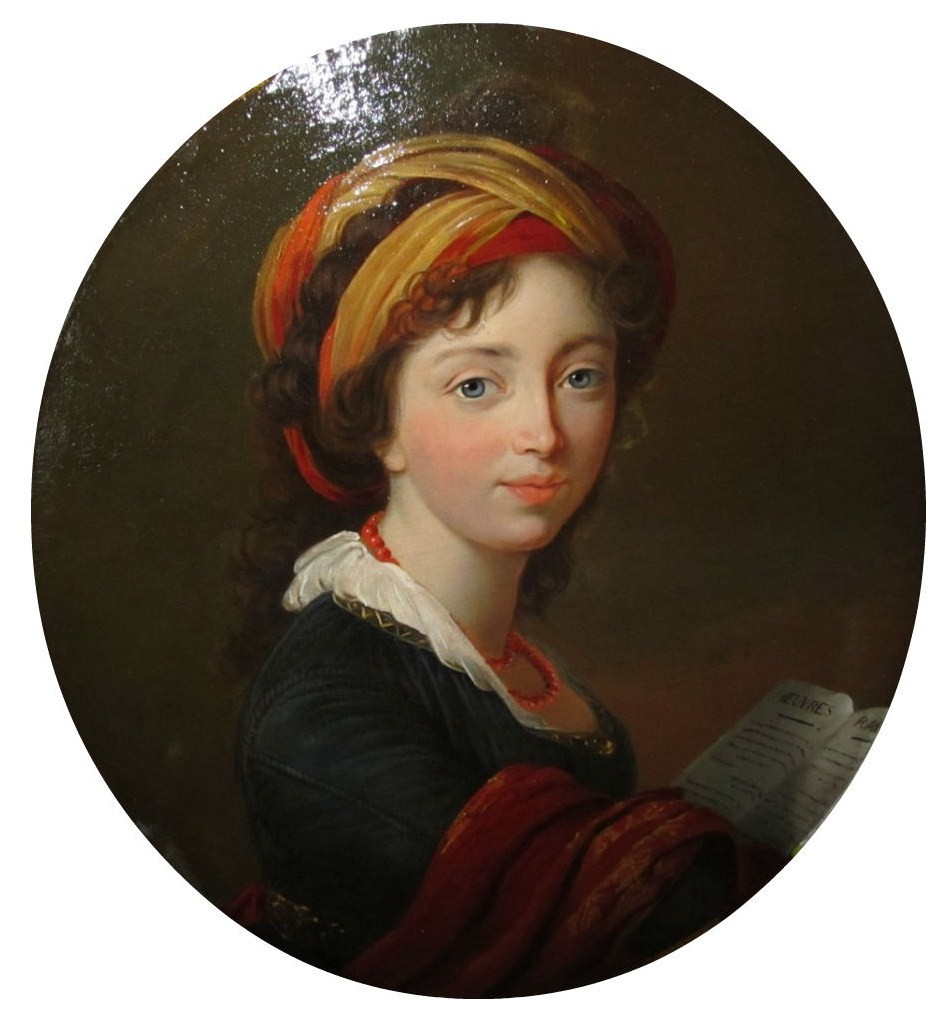
Дочь Ирина Воронцова

В браке с княжной Александрой Борисовной Юсуповой (20.04.1744—29.03.1791), сестрой знаменитого мецената Н. Б. Юсупова, умершей от чахотки, имел дочерей, которые после смерти отца жили в доме своего дяди М. М. Измайлова:
- Мария (1764—14.03.1778), умерла от чахотки[5].
- Ирина (1768—1848), жена графа Иллариона Ивановича Воронцова (1760—1790); у них сын Иван, родоначальник Воронцовых-Дашковых.
- Авдотья (09.11.1778[6]— в младенчестве), крещена 18 ноября 1778 года в Казанском соборе при восприемстве князя Н. Б. Юсупова и герцогини Авдотьи Курляндской.
- Авдотья (1780—1850), «светская львица», прозванная Princesse Minuit; вышла замуж за «московского креза» Сергея Михайловича Голицына (1774—1859), но жить с ним вместе отказалась.